# Chlorota cuprea
Chlorota cuprea är en skalbaggsart som beskrevs av Hermann Burmeister 1844. Chlorota cuprea ingår i släktet Chlorota och familjen Rutelidae. Inga underarter finns listade i Catalogue of Life.